# Isprawnaja
Isprawnaja (ros. Исправная) – stanica w Rosji, w Karaczajo-Czerkiesji, w rejonie zielenczukskim. W 2010 liczyła 4286 mieszkańców.